# Dhirubhai Ambani
Dhirajhal Hirachand "Dhirubhai" Ambani (28. prosince 1932, Chorvad - 6. července 2002, Bombaj) byl indický podnikatel. 
V sedmnácti letech odešel do Adenu v dnešním Jemenu, který byl tehdy pod britskou správou stejně jako Indie. V roce 1958 se vrátil do Indie. V roce 1966 založil se svým bratrancem v Bombaji firmu Reliance Industries. Firma začala dovozem polyesterové příze z Jemenu a vývozem koření do Jemenu. K mimořádnému rozmachu firmy přispěly záhadné burzovní operace v 80. letech, často se spekulovalo o vlivu kapitálu z Perského zálivu (kde měl Ambani vždy kontakty a zázemí). V roce 2016 mu bylo posmrtně uděleno vyznamenání Padma Vibhúšan, druhé nejvyšší civilní vyznamenání Indie, za rozvoj obchodu a průmyslu. Firmu převzali jeho synové Mukeš Ambani (petrochemická část) a Anil Ambani (doprava, média, stavebnictví atp.).